# Систематическая десенсибилизация
Систематическая десенсибилизация — один из первых методов поведенческой психотерапии Джозефа Вольпе, основанный на систематическом постепенном уменьшении чувствительности человека к предметам, событиям или людям, вызывающим тревожность и фобии. Основной принцип метода заключается в том, что антагонистическая по отношению к страху реакция, которая может быть сформирована во время действия стимулов, вызывающих страх, постепенно подавляет его реакции. Метод систематической десенсибилизации причисляют к наиболее часто используемым методам поведенческой психотерапии. По подсчётам, больше трети публикаций на темы поведенческой психотерапии так или иначе связаны с этим методом.

## Происхождение термина
Термин «десенсибилизация» (с лат. «понижение чувствительности») заимствован из фотографии, где он применялся для обозначения процесса уменьшения светочувствительности фотоплёнки. Также термин используется в медицине, где широко применяется к лечению аллергии как метод уменьшения или устранения повышенной чувствительности организма к введению аллергенов.

## Суть метода
Сам Вольпе характеризовал свой метод как «поэтапное устранение невротических привычек страха», то есть постепенное снижение эмоциональной восприимчивости к тем или иным объектам или ситуациям. Под неврозом Вольпе понимает обусловленный (то есть выученный) страх, который становится причиной большинства форм неадаптивного поведения. Если удаётся найти способы снижения или полного подавления невротического страха, то избавление от него приводит и к устранению привычных поведенческих его проявлений, то есть к излечению. Между страхом и тревожностью Вольпе не делает никакого различия, поскольку с психофизиологической точки зрения они тождественны.
Метод систематической десенсибилизации подразумевает возникновение механизма противообусловливания, в ходе которого не вызывающий страх стимул гасит прежний рефлекс. В экспериментах на животных таким противообусловливающим стимулом является кормление, у человека же одним из действенных стимулов, противоположных страху, является релаксация. Поэтому, если обучить пациента глубокой релаксации и в этом состоянии побудить его вызвать в воображении стимулы, обусловливающие сначала меньшую, а затем все большую степень тревоги, произойдёт десенсибилизация пациента и к реальным стимулам или ситуациям, вызывающим страх. Таким образом, страх и тревога могут быть подавлены, если объединить стимулы, вызывающие страх, и стимулы, антагонистичные ему.
Для объяснения понятия переобуславливания Вольпе ввёл более общее понятие: «взаимное торможение» — термин, впервые использованный Шеррингтоном при описании реакций спинного мозга. Вольпе расширил его на высшие нейрофизиологические процессы, то есть ситуации, в которых появление некой реакции, возможно, вызывает ослабление одновременной реакции. Он предполагал, что если после противоположной реакции понижается побуждение, то предыдущая реакция должна подвергнуться условному торможению. Вольпе описал ряд противоположных реакций по отношению к страху и разработал несколько техник, связанных с принципом взаимного торможения. Из многочисленных поведенческих реакций, считающихся противоположными страху, в терапии чаще всего используется мускульная реакция. Она является основой «систематической десенсибилизации» симптомов, связанных со страхом.

## История возникновения
Метод систематической десенсибилизации был разработан американским терапевтом Джозефом Вольпе на базе экспериментов И. П. Павлова по классическому обусловливанию. Психолог отталкивался от предположения, что при фобии происходит генерализация аффекта, и эмоциональное переживание страха связывается с первоначально нейтральными признаками тех ситуаций, в которых произошло зарождение страха. В силу этого формулируется психотерапевтическая цель — добиться угашения условного рефлекса, в качестве которого выступает переживание страха на объективно нейтральные стимулы, связав эти стимулы с приятным подкреплением.
В годы Второй мировой войны Дж. Вольпе был офицером медицинской службы Южноафриканской армии. Проходил службу в психиатрическом военном госпитале, отдельные пациенты которого страдали от так называемого «военного невроза», известного сегодня как посттравматическое стрессовое расстройство. Доктор Вольпе и его коллеги пытались использовать лекарственную терапию, чтобы помочь пациентам справиться с травмирующими воспоминаниями сражений, но результаты в целом были неудовлетворительными. Именно эти неудачи подтолкнули Вольпе к поиску новых методов лечения тревожных расстройств.
В послевоенные годы Вольпе изучал модель тревожного невроза у котов. На подопытное животное воздействовали электрическим током в сочетании с сильными световыми и звуковыми раздражителями до тех пор, пока у животного не вырабатывалась стойкая паническая реакция на одно лишь приближение к клетке. После того, как фобия была сформирована, можно было исследовать эффективность различных методов лечения. Оказалось, что самым надёжным способом избавления от фобии было постепенное и систематическое предъявление вызывающих страх стимулов во время кормления животных. Вначале кота с фобией кормили в помещении, где находилась клетка, на определённом расстоянии от последней. Затем миску с едой ставили немного ближе к клетке, потом ещё ближе, потом внутри клетки… В конце концов, животное «переучивалось» и могло совершенно спокойно чувствовать себя в той самой клетке, которая совсем недавно вызывала панику. Таким образом, основой для терапевтических мероприятий стал принцип реципрокного торможения. Постепенно кошки теряли всякую чувствительность к электрическим ударам, которые ранее вызывали у них явное беспокойство. Тогда Вольпе предположил, что тревожность и неуверенность можно лечить, замещая страх в социальной ситуации другой, несовместимой со страхом, эмоцией или замещающим поведением.
Психотерапевт доказал, что «если в присутствии вызывающих тревогу стимулов может быть осуществлена реакция, подавляющая тревогу, то она ослабит связь между этими стимулами и реакцией тревоги». Иными словами, страх может быть устранён, если заменяется состоянием, противоположным страху. В результате проведённых исследований доктор Вольпе затем пришёл к выводу, что для взрослых людей лучшим способом формирования состояния, противоположного страху и напряжению, является нервно-мышечная релаксация по Джейкобсону.

## Три этапа десенсибилизации по Вольпе
Торможение реакций страха осуществляется в три этапа:
1. составление списка пугающих ситуаций/стимулов с указанием их иерархии;
2. обучение какому-либо методу мышечной релаксации для создания физического состояния, противоположного состоянию при эмоции страха;
3. собственно тренинг десенсибилизации: поэтапное предъявление пугающего стимула или ситуации в сочетании с применением метода мышечной релаксации с возрастанием степени тревожности ситуаций из списка[5].

Во время предварительных сессий проводится тренинг мышечного расслабления, обычно по сокращённой методике Джейкобсона, заключающейся в напряжении и расслаблении отдельных групп мышц и выполнении упражнений на распознавание ощущений, связанных с состояниями напряжения и расслабления мышц. Обычно пациента просят заниматься релаксацией дома между сеансами. Существуют различия в методах, вызывающих релаксацию. Некоторые используют гипнотическое внушение или разновидность аутогенной тренировки.
На последнем этапе важную роль играет вера пациента в психотерапевта, чувство безопасности, испытываемое в его присутствии, поскольку последние являются противообусловливающими факторами, повышающими мотивацию к столкновению со стимулами, вызывающими страх. Поэтому методика оказывается более эффективной при наличии хорошего контакта психотерапевта с больным, а конечный результат десенсибилизации находится в прямой зависимости от качества расслабления. Сам Вольпе в своей терапии не просто применял технику взаимного замещения; его взаимоотношения с пациентом всегда были дружескими и эмпатическими; он тщательно изучал историю жизни пациента; он давал интерпретации; он использовал внушение и убеждение, говоря пациенту, что если он пройдёт через ряд релаксаций, то начнёт чувствовать себя лучше. Таким образом, неотъемлемыми составляющими его психотерапевтических сеансов были: когнитивное научение, корректирующие эмоциональные переживания, эмпатическая природа взаимоотношений между пациентом и терапевтом, моделирование и повторение.
При простых фобиях обычно проводится 4-5 сеансов, в сложных случаях — до 12 и более. В случае множественных фобий десенсибилизация осуществляется по очереди, применительно к каждой фобии. Не рекомендуется, чтобы сеансы десенсибилизации превышали 30 минут.

## Показания к применению метода
Метод систематической десенсибилизации, как правило, используется, если:
- У пациента отмечаются монофобии, которые не могут быть десенсибилизированы в реальной жизни из-за сложности найти реальный стимул (страх полёта в самолёте, боязнь редких видов животных).
- У пациента наблюдается повышенная тревожность, возникающая в ситуациях, когда отсутствует объективная опасность или угроза физической или личностной безопасности. Данная тревожность характеризуется достаточной продолжительностью или интенсивностью настолько, что доставляет клиенту тяжелые аффективные переживания и субъективные страдания.
- Реакции повышенной тревожности пациента приобретают специфичность, вызывая психофизиологические и психосоматические расстройства: мигрени, головную боль, бессонницу и т. д.
- Высокая интенсивность тревожности и страхи пациента приводят к дезорганизации и распаду сложных форм поведения (например, неспособность ученика, прекрасно знающего учебный предмет, справиться с контрольной работой).
- У пациента наблюдается сильное желание избежать тяжелых аффективных переживаний, связанных с повышенной тревожностью и страхами, что приводит к реакциям избегания травмирующих ситуаций как своеобразной формы защиты (например, ученик прогуливает уроки, стараясь избежать опроса и контрольных работ при объективно-высокой степени усвоения учебного материала.)
- Реакция избегания пациента замещается дезадаптивными формами поведения. Так, при возникновении страха и тревожности ребёнок становится агрессивным, возникают вспышки ярости, неоправданного гнева[10].

## Десенсибилизация при работе с детьми
В работе с детьми психотерапевты часто используют метод контактной десенсибилизации, суть которого состоит в том, что на втором этапе, помимо побуждения пациента к телесному контакту с объектом, вызывающим страх, присоединяется ещё и моделирование (выполнение другим пациентом, не испытывающим данной фобии, действий согласно составленному списку).
Ещё одним вариантом десенсибилизации для лечения детей является эмотивное воображение. При этом методе используется воображение ребёнка, позволяющее ему легко отождествлять себя с любимыми героями и разыгрывать ситуации, в которых они сталкиваются со страхами ребёнка.

## Групповая терапия
Десенсибилизация в воображении обычно проводилась как индивидуальная терапия. Позже Арнольд Лазарус описал групповую терапию пациентов при помощи этого метода. Пациентам с одинаковой фобией была представлена одна и та же иерархия для десенсибилизации. Пациентам с различными фобиями во время групповой терапии вручались на листочках ситуации из их собственной иерархии. Пауль и Шеннон, а также Кондас использовали групповую десенсибилизацию для лиц с фобией публичных выступлений и экзаменов.
Миглер и Вольпе ввели понятие автоматической десенсибилизации, используемой для лечения пациентов с фобией публичных выступлений. Инструкции на тему расслабления и десенсибилизации были записаны на магнитофон самим пациентом. Пациент забирал магнитофон домой и сам проводил сеансы десенсибилизации. Вольпе сообщает, что Ланг лечил многих от фобии змей с помощью магнитофона.

## Использование лекарственных средств
Некоторые терапевты использовали фармакологические средства или вместо оригинального метода Джейкобсона, или как вспомогательный фактор. Вольпе предлагал использовать мепробамат и хлорпромазин, а также фосфат кодеина. Рахман применял в лечении долантин и скополамин. Лазарус использовал для лечения детей амитал и фенилгликодал. Фридман использовал быстродействующие барбитураты — натриевую соль метоксиэтана в субнаркотических дозах. Плюсы последнего метода заключаются в быстродействии, отсутствии сонливости после сеанса, возможности контролировать степень расслабления и вводить в случае необходимости дополнительные дозы.
Расслабление мышц с помощью лекарств или без них является наиболее часто используемой противоположной реакцией. Более редкие техники заключаются в демонстрировании картинок, вызывающих требуемые чувства. Арнольд Лазарус использовал при лечении детских фобий пищеварительные реакции. Лазарус и Абрамовиц изучали возможность использования рисунков, вызывающих положительные чувства.

## Критика
Долгое время десенсибилизация считалась лучшим методом борьбы с тревогой и фобиями. Однако в настоящее время идеи Вольпе о трёх этапах торможения реакций страха используются достаточно изолированно, а техники работы с тревогой несколько видоизменились. Например, большое распространение получила техника конфронтации с подавлением тревожной реакции. Конфронтация означает помещение пациента в пугающую ситуацию. Обычно при этом у пациента возникает выраженная реакция страха, сопровождающаяся поведением избегания. Согласно теории научения, поведение избегания закрепилось в силу негативного подкрепления, так как приводило к уменьшению реакции страха. Главная цель этого метода — предотвратить реакцию избегания. Запрет на избегание может быть, например, в форме контракта с пациентом на проведение эксперимента, цель которого — убедиться в необоснованности собственных опасений. Например, можно предложить пациенту с социальными страхами и ожиданием враждебных реакций со стороны окружающих спрашивать на улице у идущих навстречу прохожих, который час. По мере проведения такого эксперимента и получения в основной массе доброжелательных или спокойно-равнодушных ответов пациент убеждается в необоснованности своих опасений (реакция страха не находит подкрепления) и его напряжение на улице спадает, то есть в результате конфронтации с пугающей ситуацией поведение меняется: меняются ожидания и происходит научение. Предполагается, что при форсировании реакции страха спонтанно прекратятся. При насыщении раздражителями пациента, который страдает, например, фобией змей, целеустремленно и чрезмерно его сталкивают поочередно с живыми змеями и интенсивным представлением о змеях. Есть много видов такого «лечения методом кавалеристского наскока», применение которых весьма широко (имплозивная терапия Стэмпфла и т. д.).
Джадд Мармор, профессор психиатрии Калифорнийского университета критиковал идеи Вольпе о создании единой психотерапевтической науки, основанной на бихевиоральном подходе и отрицании динамической психотерапии. Мармор ставил под сомнение веру Вольпе в оптимальность бихевиорального подхода и его убеждённость в том, что любой невроз можно исцелить с его помощью, а также статистику, согласно которой у умелого бихевиорального терапевта состояние 80 % пациентов улучшается в среднем после 26 сеансов. Также Арнольд Лазарус и Исаак Маркс указывают на ограниченность возможностей чисто бихевиорального подхода.